# お菓子放浪記
『お菓子放浪記』（おかしほうろうき）は西村滋が1976年に発表した小説である。孤児を主人公に、著者の体験を基に、昭和15年から昭和21年までの感化院での生活や放浪生活などを描く。
著者自身がテレビドラマの脚本として書いた『お菓子と私』（1961年10月13日放送）を基にしている。1976年の刊行時にはその年の全国青少年読書感想文コンクールの課題図書となり、木下恵介により同タイトルでTBSテレビで連続ドラマ化された（放送期間1976年10月28日 - 1977年1月20日）。1994年『続・お菓子放浪記』、2003年『お菓子放浪記 完結編』と書き継がれ、2011年には『エクレール・お菓子放浪記』として映画化、劇場公開された。

## テレビドラマ
1976年10月28日 - 1977年1月20日までTBSの『木下恵介・人間の歌シリーズ』で放送された。全13回。

### 出演
- 坂東正之助（現・（4代目）河原崎権十郎）
- 高橋洋子
- 島田陽子
- 谷隼人
- 石橋正次
- 今井和子
- 都家かつ江
- 大谷直子
- 新珠三千代
- 嵐圭史
- 坂上二郎

ほか

### スタッフ
- 脚本：窪田篤人
- 演出：鈴木利正、桜井秀雄、楠田泰之
- プロデューサー：飯島敏宏
- 制作：TBS、木下恵介プロダクション（現：ドリマックス・テレビジョン）

| TBS系 木曜22時枠 【木下恵介・人間の歌シリーズ】 | TBS系 木曜22時枠 【木下恵介・人間の歌シリーズ】 | TBS系 木曜22時枠 【木下恵介・人間の歌シリーズ】 |
| 前番組                                          | 番組名                                          | 次番組                                          |
| ----------------------------------------------- | ----------------------------------------------- | ----------------------------------------------- |
| 遙かなる旅                                      | お菓子放浪記                                    | 冬の運動会                                      |

## 書籍情報
- 「お菓子放浪記」(理論社、1976年)
- 新訂版「お菓子放浪記」(理論社、1994年、ISBN 4-652-01741-3、ISBN 9784652017418)
- 「お菓子放浪記(続)」(理論社、1994年、ISBN 4-652-01742-1、ISBN 9784652017425)
- 「完結お菓子放浪記」(理論社、2003年、ISBN 4-652-01757-X、ISBN 9784652017579)
- 「お菓子放浪記」(講談社文庫、2005年、ISBN 4-06-275141-0、ISBN 9784062751414)